# Großer Adler – Häuptling der Cheyenne
Großer Adler – Häuptling der Cheyenne (Originaltitel: Brave Eagle) ist eine US-amerikanische Westernserie.

## Handlung
Die Serie erzählt Geschichten von Großer Adler, dem friedfertigen Cheyenne-Häuptling und seines Stammes, der im 19. Jahrhundert auf dem Rückzug vor den vorrückenden weißen Einwanderern ist. Die jeweils 30-minütigen Episoden handeln vom Alltagsleben der Cheyenne, den Gefahren der Wildnis, ihren Konflikten mit anderen Stämmen sowie ihren Bemühungen, kriegerische Auseinandersetzungen zu vermeiden und nicht zuletzt auch vom Zusammentreffen mit den weißen Siedlern und deren Vorurteilen gegenüber den Indianern.
Dem Protagonisten Großer Adler zur Seite stehen sein Ziehsohn Keena, der Geschichtenerzähler Smokey Joe sowie dessen Tochter, Morgenröte.

## Hintergrund
Ungewöhnlich an der in Schwarz-weiß gedrehten Serie war, dass sie die Besiedlung des amerikanischen Westens aus der Sicht der Ureinwohner widerspiegelte. Es war zudem die erste Serie mit einem Indianer als Hauptfigur. Regisseur aller Folgen war Paul Landres. Obwohl die Serie von NBC produziert wurde, fand ihre Ausstrahlung beim Konkurrenten CBS statt. Das Deutsche Fernsehen strahlte 1967 dreizehn Folgen der Serie aus; 1970 wurden elf Folgen wiederholt.

## DVD-Veröffentlichung
2012 wurden die dreizehn synchronisierten Folgen der Serie in einer Komplettbox auf DVD veröffentlicht.